# Klietz
Klietz es un municipio situado en el distrito de Stendal, en el estado federado de Sajonia-Anhalt (Alemania), a una altitud de 32 metros. Su población a finales de 2015 era de unos 2500 habitantes y su densidad poblacional, 37 hab/km².
Se encuentra sobre la orilla este del río Elba.